# حالت ماندگار (الکترونیک)
در الکترونیک، حالت ماندگار (به انگلیسی: steady state) یا حالت پایا یک وضعیت تعادلی یک مدار یا شبکه است که از آنجایی که اثرات گذرا طولانی دارای اهمیت نیستند رخ می‌دهد. حالت ماندگار پس از فروکش کردن حالت گذرا (اولیه، نوسانی یا آشفته) حاصل می‌شود (به دست می‌آید). درطول حالت ماندگار، یک سیستم در پایداری نسبی است.
تعیین حالت ماندگار موضوع مهمی است، زیرا بسیاری از مشخصات طراحی سیستم‌های الکترونیکی برحسب ویژگی‌های حالت ماندگار ارائه شده‌اند. جواب حالت ماندگار متناوب نیز یک پیش‌نیاز برای مدل‌سازی دینامیکی سیگنال کوچک است؛ بنابراین تحلیل حالت ماندگار جزء ضروری فرایند طراحی است.

## روش‌های محاسبه
روش‌های محاسبه حالت ماندگار را می‌توان به الگوریتم‌های حوزه زمان (حساسیت‌های حوزه زمان، روش پرتابی) و الگوریتم‌های حوزه فرکانس (تراز هارمونیک) طبقه‌بندی کرد، بهترین انتخاب برای اکثر مدارهای ریزموج تحریک‌شده با سیگنال‌های سینوسی (مانند مخلوط‌کنندهها، تقویت‌کننده‌های توان).

### روش‌های حوزه زمان
روش‌های حوزه زمان را می‌توان به روش‌های یک مرحله‌ای (حساسیت‌های حوزه زمان) و روش‌های بازگشتی (روش‌های تیراندازی) تقسیم کرد. روش‌های یک مرحله ای به مشتقات برای محاسبه حالت ماندگار نیاز دارند. هر زمان که آن‌ها به راحتی در دسترس نباشند، روش‌های بازگشتی مورد توجه قرار می‌گیرند.

## مطالعه بیشتر
- Jan Ogrodsky - شبیه‌سازی مدار و الگوریتم‌ها. مطبوعات CRC

1. ↑  «حالت پایا».